# Ornitologia

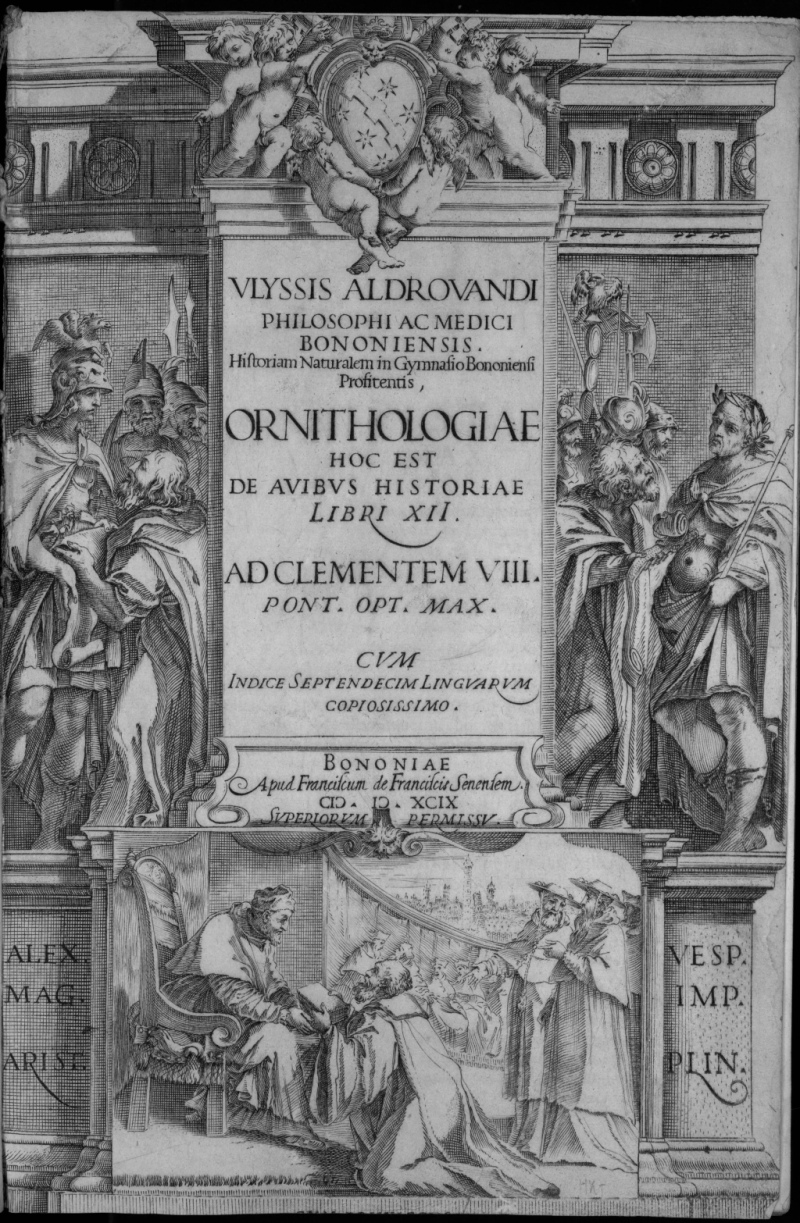
Capa de Ornithologiae, de Ulisse Aldrovandi, publicado em 1599.

Ornitologia é o ramo da zoologia que se dedica ao estudo das aves a partir de sua distribuição na superfície do globo, das condições e peculiaridades de seu meio, costumes e modo de vida, de sua organização e das características que as distinguem umas das outras, para classificá-las em espécies, gêneros e famílias.
A ornitologia é uma das poucas ciências beneficiadas por importantes contribuições de amadores. Embora muitas informações provenham de observação direta, algumas áreas da ornitologia tiram proveito de técnicas e instrumentos modernos como anilhamento de aves (PT: anilhagem de aves), radar e radiotelemetria.
No Ocidente, Aristóteles foi um dos primeiros a escrever sobre as aves em sua obra Sobre a história dos animais, continuada em Roma, mais de três séculos depois, por Plínio, o Velho. Várias obras da Idade Média e do início da era moderna registram observações pessoais relevantes, como A arte de caçar com aves, escrita pelo imperador alemão Frederico II no século XIII, ou a Histoire de la nature des oiseaux (1555; História da natureza das aves), do naturalista francês Pierre Belon. O marco inicial do estudo científico das aves é o trabalho do naturalista inglês Francis Willughby, continuado por seu colega John Ray, que publicou The Ornithology of F. Willughby (1678; A ornitologia de F. Willyghby), em que aparece a primeira tentativa metódica de classificação das aves, baseada essencialmente nas características de forma e de função.

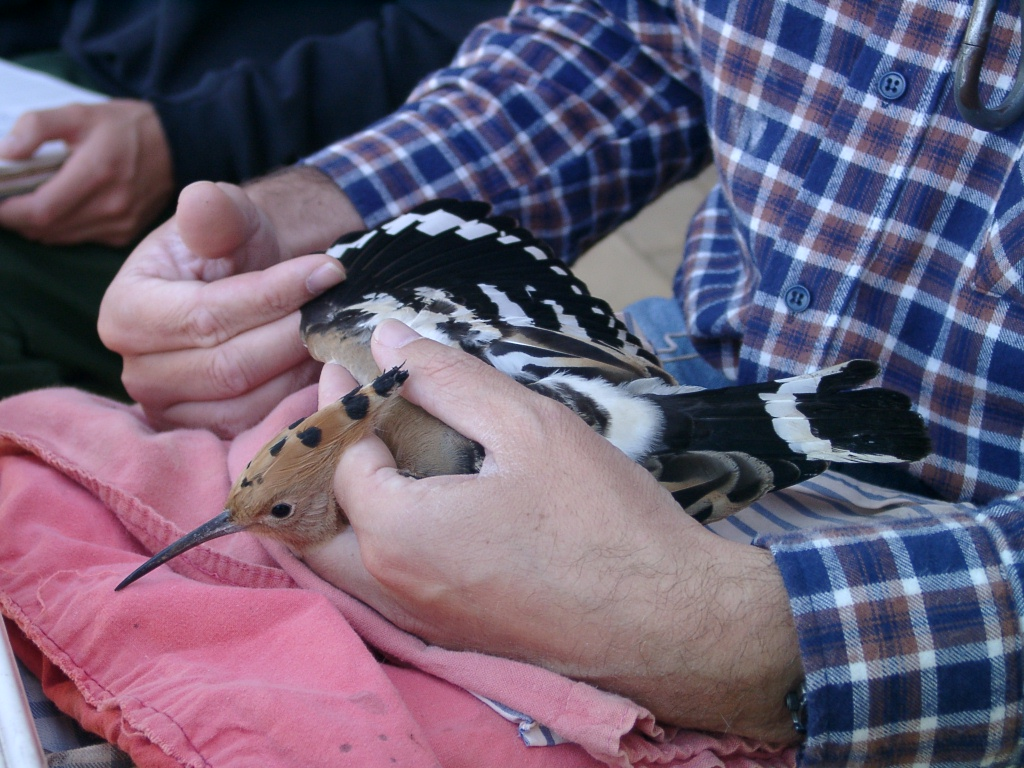
Anilhamento é uma atividade desenvolvida no âmbito da ornitologia que ajuda a melhorar o conhecimento das aves.

Aplicaram-se à ornitologia, como aos demais ramos das ciências naturais, os métodos do naturalista sueco Lineu, cuja classificação sistemática, ou taxonomia, foi adotada como ponto de partida para todas as questões relativas à nomenclatura binária das espécies do mundo vivo, seguida com absoluta consistência pelos ornitólogos.
Em consequência dos grandes descobrimentos marítimos do século XVI, um número crescente de aves inteiramente desconhecidas pelos europeus ficou sem classificação, o que se tornou um problema para a ornitologia. Os pesquisadores passaram a estudá-las por meio de exemplares conservados em seus gabinetes, origem dos primeiros museus. Entre essas coleções particulares, figurava a do físico francês René-Antoine Ferchault de Réaumur, a quem se deve a técnica de conservação dos exemplares a seco (taxidermia), em que se baseiam os estudos taxionômicos.
No século XIX, os especialistas concentraram-se na anatomia interna, por sua aplicação à taxonomia. No decorrer do século XX, o estudo anatômico cedeu lugar ao crescente interesse por critérios ecológicos e etológicos.

## Ornitologia no Brasil
Entre as referências mais antigas feitas à avifauna brasileira, destacam-se as que se encontram no livro do arcabuzeiro alemão Hans Staden, que caiu prisioneiro dos índios por volta de 1553. A essa fonte somam-se as informações esparsas nas obras de dois franceses, o franciscano André Thevet e o calvinista Jean de Léry, bem como nas de outros religiosos e viajantes. O estudo das aves indígenas figura como um dos capítulos mais importantes da História naturalis Brasiliae (1648), do naturalista holandês Georg Marcgrave.
Valiosos dados, cujo interesse se mantém até hoje, foram coletados no período colonial pela "viagem filosófica" de Alexandre Rodrigues Ferreira à região amazônica, patrocinada pela coroa portuguesa no final do século XVIII. Todas as muitas expedições científicas ao Brasil durante o século seguinte, como a de Georg Heinrich von Langsdorff, a do príncipe Maximilian von Wied-Neuwied e a de Hermann Burmeister, deixaram registros ornitológicos de variada importância. A obra de Burmeister se notabilizou por haver tentado uma descrição geral das aves do país, embora muito limitada a regiões de Minas Gerais.
Materiais obtidos pelo colecionador alemão Johann Centurius von Hoffmannsegg e incorporados ao museu de Berlim permitiram que Johann Karl Wilhelm Illiger, Martin Heinrich Lichtenstein e outros descrevessem espécies até então ignoradas na Europa.

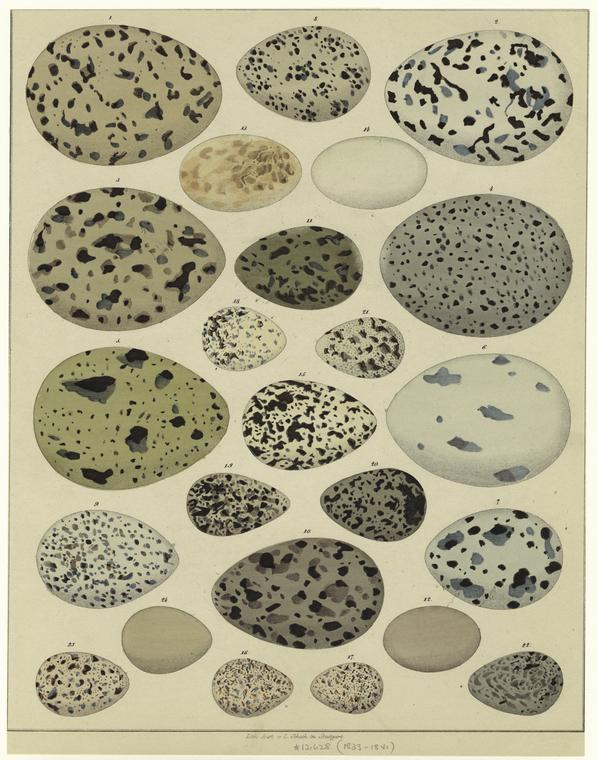
Gravura de ovos de aves em livro do século XIX.

O francês Pierre-Antoine Delalande colecionou extraordinário número de espécies novas, de ocorrência no Rio de Janeiro, descritas por seu compatriota Louis Vieillot. Outro francês, Edouard Ménétriès, que viajara por Minas Gerais em companhia de Langsdorff, reuniu material que mais tarde estudou no Museu de São Petersburgo. Entre os ornitologistas ingleses no Brasil, o principal foi William Swainson, que descreveu e desenhou primorosamente as aves nordestinas.
Foram também muito úteis aos estudos ornitológicos brasileiros as viagens de Alfred Russel Wallace e de outros à Amazônia, assim como o Catalogue of the Birds in the British Museum (1874–1875; Catálogo de aves do Museu Britânico), que marcou época e até hoje constitui obra indispensável aos estudiosos. O dinamarquês Johannes Theodor Reinhardt ocupou-se das aves coletadas por Peter Wilhelm Lund em sua jornada pelas regiões campestres de Minas Gerais e estados vizinhos. A expedição americana de 1865, chefiada por Louis Agassiz, assinalou o começo de um ciclo de visitas ao Brasil de naturalistas-colecionadores dos Estados Unidos.
Dentre os principais estudos da ornitologia brasileira destacam-se os trabalhos realizados no Museu Nacional, no Rio de Janeiro; no Museu Paraense Emílio Goeldi, em Belém do Pará; e no Museu Paulista, que em 1907 publicou um catálogo das aves do Brasil, seguido por edições ampliadas. Outras obras fundamentais de referência são As aves do Brasil (1894–1900), de Emílio Goeldi, e Catálogo das aves amazônicas (1914), de Emilie Snethlage.

## Mulheres brasileiras de destaque na ornitologia nos últimos 20 anos[1]
Ao longo dos anos as mulheres vêm ganhando destaque na ciência. Apesar dos números femininos ainda serem relativamente baixos em comparação ao de homens, o número de mulheres que estão se tornando doutoras na ciência vem aumentando. Algumas mulheres foram destaque por realizarem trabalhos de excelência, seja na pesquisa, educação ou conservação da biodiversidade.
No Brasil, as mulheres são autoras de cerca de 70% de todos os artigos publicados, porém há uma tendência global em que os artigos que têm mulheres como primeira ou última coautora (geralmente reconhecidas como as “autoras principais”) são menos citados do que os artigos que têm homens como autores principais [2]. 
Ornitólogas de destaque
Ornitologia é o ramo das ciências que estuda as aves, e a (o) profissional que exerce a ornitologia é a ornitóloga (o). Algumas biólogas que estudam as aves já foram reconhecidas no Brasil e no mundo. Podemos dar destaque para: 
- Neiva Guedes - é bióloga, conservacionista e trabalha com as araras-azuis-grandes no Pantanal desde 2003. Foi a idealizadora de um projeto que visava a recuperação das aves na natureza, e de fato, após longos anos de trabalho, conseguiu reduzir o status de ameaça da espécie. Ela é presidente e idealizadora do Instituto Arara Azul, e coordena os Projetos Arara Azul e Aves Urbanas/Araras na Cidade. Neiva é também professora e pesquisadora do Programa de Pós-graduação em Meio Ambiente e Desenvolvimento Regional da Uniderp.
- ‪Elizabeth Hofling - é bióloga e teve sua graduação em História Natural pela Faculdade de Filosofia, Ciências e Letras de Rio Claro em 1973 (atualmente - Unesp Rio Claro), e fez doutorado em Zoologia na Universidade de São Paulo (USP), onde foi docente do Departamento de Zoologia do IB-USP (1977 a 2016), e onde obteve os títulos de Livre-docente (1995) e de Professora Titular (1998). Elizabeth também foi chefe do Departamento de Zoologia na mesma universidade por mais de seis anos e por quatro foi diretora do Instituto de Biociências. É Honorary Fellow da American Ornithological Society e International Ornithologists' Union, além da Honorary President do International Ornithological Congress 2022. Trabalhou por vários anos pesquisando a avifauna do campus da USP e publicou um livro Aves do Campus da USP em 1993.
- Martha Argel - é bióloga com doutorado em ecologia de aves com diversos artigos e livros publicados sobre aves. Coordena o Projeto Aves do Brasil desde 2005, da Wildlife Conservation Society, cuja missão é disseminar no Brasil o interesse das pessoas pelas aves e a conscientização pela conservação do meio ambiente. Como escritora e divulgadora científica, tem três livros: -- Maravilhas do Brasil: Aves, Voando pelo Brasil, Aves urbanas. Mais recentemente publicou livros guias de aves: GUIA AVES DO BRASIL: MATA ATLÂNTICA DO SUDESTE e AVES DO BRASIL - PANTANAL E CERRADO. Martha também é dedicada a literatura Fantástica, com vampiros e histórias no ramo.
- Bianca Reinert - foi uma bióloga, artesã e dona de uma reserva. Foi uma das fundadoras do Mater Natura e, em 1995, junto com outro pesquisador, descobriu a espécie de ave bicudinho-do-brejo (Formicivora acutirostris). Bianca faleceu em 2018, mas deixou um legado de força e perseverança para inspirar várias pessoas e que ajudou a salvar não só para essa espécie, criando a reserva para protegê-lo, mas também outras várias que dependem do habitat. 
- Érica Cristina Pacífico de Assis - é bióloga, doutora em zoologia e trabalha há mais de 10 anos pela conservação de uma das espécies de aves mais ameaçadas de psitacídeos do Brasil. Devido a perda de habitat e do seu endemismo: a arara-azul-de-lear (Anodorhynchus leari), espécie de arara que vive na Caatinga baiana.
- Tietta Pivatto - é bióloga e atua com o turismo de observação de vida selvagem, especialmente aves, há mais de 20 anos. Tietta atuou por muitos anos no Pantanal. Atualmente é proprietária da Loja dos Passarinhos, que é especializada em produtos para observação e amantes das aves, e oferecendo cursos de turismo ambiental.
- Karlla Vanessa de Camargo Barbosa - é bióloga, mestre em conservação ambiental (IPÊ) e doutora em zoologia (UNESP). Atua com a conservação das aves desde 2007. Desde então já trabalhou com as aves em cativeiro (zoológicos e criadores), com conservação das espécies in-situ em instituições como Instituto Arara Azul e SAVE Brasil, e com conscientização ambiental, através de cursos e atividades de ciência cidadã. É criadora do site Aves da Cidade, onde apresenta sua pesquisa com aves migratórias que usam ambientes urbanos. Atualmente é divulgadora científica na Unesp de Rio Claro, membra da Rede Brasileira de Ciência Cidadã (RBCC) e do OrnitoMulheres (grupo que tem como foco a participação feminina nas atividades e publicações ornitológicas).